# Ambasada Luksemburga przy Stolicy Apostolskiej
Ambasada Luksemburga przy Stolicy Apostolskiej (fr. Ambassade du Grand-Duché de Luxembourg prés le Saint-Siège) – misja dyplomatyczna Wielkiego Księstwa Luksemburga przy Stolicy Apostolskiej. Ambasada mieści się w Rzymie.
Ambasador Luksemburga przy Stolicy Apostolskiej obecnie rezyduje w Luksemburgu. W Rzymie utrzymywana jest jednak ambasada.